# العشق الكوفي (مسلسل)
العشق الكوفي هو مسلسل تلفازي إيراني من إخراج حسن أخوندبور وشارك في كتابته فائزة يار محمدي ويازدان محمد كاظمي، وعُرض على {{قناة سما 3 من 19 تموز إلى 17 أيلول 2023. يحكي هذا المسلسل قصة حب في سنة 61 هـ، تتغير أحداثها بأحداث الكوفة وكربلاء، حيث شهدَت المنطقة شهادة الحسين بن علي.

## الملخص
تدور أحداث هذا المسلسل في عام 61 هـ، ويروي قصة حب بين شاب رامٍ للأسهم يُدعى هلال من عائلة علوية وفتاة مدللة تُدعى نائلة من عائلة عثمانية، يتورطان في القضايا السياسية والدينية في عصرهما. وتدور أحداث القصة في فترة وصول سفير الحسين بن علي: مسلم بن عقيل إلى الكوفة وأحداث كربلاء.

## الممثلون والشخصيات
| ممثل              | دور           |
| ----------------- | ------------- |
| لعيا زنكنه        | سامية         |
| نادر سليماني      | أوحد          |
| سعيد شريف         | هلال          |
| شبنم قرباني       | نائلة         |
| حسين سليماني      | نعيم          |
| سوغل طهمسبي       | تلما          |
| نادر فلاح         | فاضل          |
| مهسا محجور        | إحياء         |
| مريم كافياني      | إيناس         |
| محمد أشكنفر       | عمرو بن حريث  |
| جمال الدين بيات   | باسط          |
| رموش أخلاقية      | شامين         |
| ساقي زینتي        | ولية          |
| أحمد مسافري       | ميثم التمار   |
| احسان محسنيكيساري | ماجد          |
| سيد جواد هاشمي    | حبيب بن مظاهر |
| عمار تفتي         | صالح          |
| ثريا قاسمي        | أم سلمة       |

### الشخصيات الرئيسة

#### هلال بن حنيف؛ سعيد شريف
هلال هو الشخصية الرئيسة في القصة. يوجد في مدينة الكوفة معسكر للرماية ومهمته الأساسية حماية القوافل التجارية القادمة من الكوفة إلى المدن المختلفة. طوال القصة، أصبح من الواضح أنه ابتعد عن العادات والتقاليد العائلية في اتجاه المهنة التي اختارها. لأن مدينة الكوفة في ذلك الوقت كانت منقسمة سياسيًّا ودينيًّا وتنقسم إلى فريقين رئيسين: عثمانيو الهوى وعلويو الهوى. رغم اتباع هلال التيار العلوي، إلا أنه يعمل هلال لدى شخص عثماني الهوى وهو والد نائلة (أوحد). ورغم شيوع العمل والزواج بين هاتين الفئتين آنذاك، إلا أن من فرض عليهما قيودًا أشد كان أكثر حساسية. تقود أحداث القصة هلال إلى مفترق طرق يضطرها إلى الاختيار. ومن الطبيعي أن هذه الاختيارات هي التي تقود تطور الشخصية.

#### نائلة بنت أوحد؛شبنم قرباني[الفارسية]
نائلة هي الشخصية الرئيسة في القصة، والتي تتعرض حياتها للاضطراب بسبب حدث مفاجئ. وستشعر بأنها لا تعرف أقرب الأشخاص إلى حياتها، وهذا الشعور بعدم الأمان يجعلها شخصًا مختلفًا. كانت فتاة مدللة ثم أصبحَت مجبرة على السيطرة على حياتها وخلق سعادتها بنفسها. يهرب السلام من هذه الفتاة كالظل، لكن الأمل لا يمكن أن يُنتزع منها.

#### سامية؛لعيا زنكنه
سامية هي أم هلال. وهي تتمتع بشخصية شجاعة ومقدامة، وهي من نساء المسلمين اللاتي حملن السيف وقاتلن في غزوة صفين. فبرغم كل أمومتها وأناقتها، إلا أنها تتمتع بروح قتالية. لديها خطوط حمراء لا يمكنها التنازل عنها وتعتبرها قيمًا أساسية. في هذه القصة، تحاول جاهدة أن تضمن أن يتبع أبناؤها مبادئها، ولا تسمح لأحد بالدخول إلى خصوصية عائلتها، ولا تستسلم للظلم.

#### أوحد؛نادر سليماني[الفارسية]
أوحد هو والد نائلة، وهو شخصية قوية ومؤثرة وصديقة للعائلة، ويحمي أراضيه بأي ثمن. إن أوحد شخصية جادة وسياسية وتتوضح ملاملح وأبعاد شخصيته أكثر مع تقدم القصة. ومن بين عوامل الجذب في هذا الدور التحديات التي يواجهها أوحد مع طفليه وكيفية إيجاد الحلول لتلك المشاكل.

#### نعيم بن عوض؛حسين سليماني[الفارسية]
نعيم هو شخص على الرغم من محاولاته ليكون قويًا، إلا أنه دائمًا متردد. لذلك فهو يحاول الاستيلاء على كل ما يستطيع للحصول على القوة التي لا يملكها. ظل أوحد، والده، مُسيطرًا عليه لدرجة أنه لا يترك أي مساحة لجسد نعيم للتحرك. وبالتالي فهو يحاول باستمرار إثبات نفسه لوالده، لكنه لا يزال لا يأخذه على محمل الجد. وسيؤدي هذا إلى تحول في شخصيته طوال القصة.

#### تلما؛شبنم قرباني[الفارسية]
تحتاج شخصية نعيم إلى ملجأ قوي لتثبيت مكانته، ومن أفضل من زوجته؟ السياسة والسلطة هما الركيزتان الأساسيتان في شخصية تلما، وهو ما يجعل دور نعيم يبرز. إن وجود سلطتين في نفس المنطقة، وهما تلما وأوحد، يخلق حالة من التوتر والتحدي في القصة.

#### إيناس؛مريم كافياني[الفارسية]
إيناس هي أم ألقى ماضيها المرير بظلاله على حياتها وأوجد فيها شعورًا بالضعف. وهذا يسلط الضوء على تعاطفها مع حياة ابنتها (نائلة). إن قصة زواج إيناس وأوحد هي سبب سوء تصرف نعيم بن أوحد مع إيناس، وهو ما سيتم الكشف عنه تدريجيًا خلال المسلسل.

#### فاضل؛نادر فلاح[الفارسية]
فاضل هو علوي الهوى من مدينة الكوفة وله اعتقادات قوية. في بعض الأحيان يسمح لنفسه بالتدخل في خصوصية الآخرين. إذا شعر أن هناك شيئًا صحيحًا، فيشير إليه ويشارك فيه. ويختبره الله من خلال هذا الطريق، أي ثقته بنفسه وبالمنهج الذي سلكه.

#### صالح؛عمار تفتي[الفارسية]
صالح ينتمي إلى جماعة من علويي الهوى في مدينة الكوفة. على مدار القصة، تُخطط مغامرات لهذه الشخصية ووالده، وتتشابك أحداثها مع قصة هلال. لذلك، فهو أحد الشخصيات المؤثرة.

## الموسيقى
| #  | عنوان                                     | المدة |
| -- | ----------------------------------------- | ----- |
| 1. | "العشق الكوفي (عشق کوفی)" (تیتراژ پایانی) | 2:30  |

## روابط خارجية
- العشق الكوفي  على قاعدة بيانات الأفلام على الإنترنت (بالإنجليزية).